# Barreau de l'Outaouais
Le Barreau de l'Outaouais, anciennement le Barreau d'Ottawa, le Barreau de Hull et le Barreau de Gatineau, est un barreau de section du Barreau du Québec.

## Description
Le Barreau de l'Outaouais est un barreau québécois indépendant, bien qu'il envoie des membres siéger au Conseil d'administration et au Conseil des sections du Barreau du Québec et qu'ils y ont le droit de vote,. En tant qu'ordre professionnel d'avocats, le Barreau de l'Outaouais offre des services d'accès à la justice aux citoyens qui les requièrent tout en veillant aux intérêts de ses membres et à la transparence de leur profession,.
C'est en 1889 qu'est adoptée par l'Assemblée Législative du Québec un projet de loi qui permet la création du Barreau d'Ottawa à partir du Barreau de Montréal. Le 17 mars 1919, en raison d'une loi récemment adoptée par le gouvernement québécois quant à la toponymie de certains lieux sur son territoire, le Barreau d'Ottawa change de nom pour celui de Barreau de Hull. En 2009, l'organisation professionnelle d'avocats change définitivement de nom en optant pour celui de Barreau de l'Outaouais.
En 2017, 1580 avocats et avocates sont membres du Barreau de l'Outaouais.

## Historique

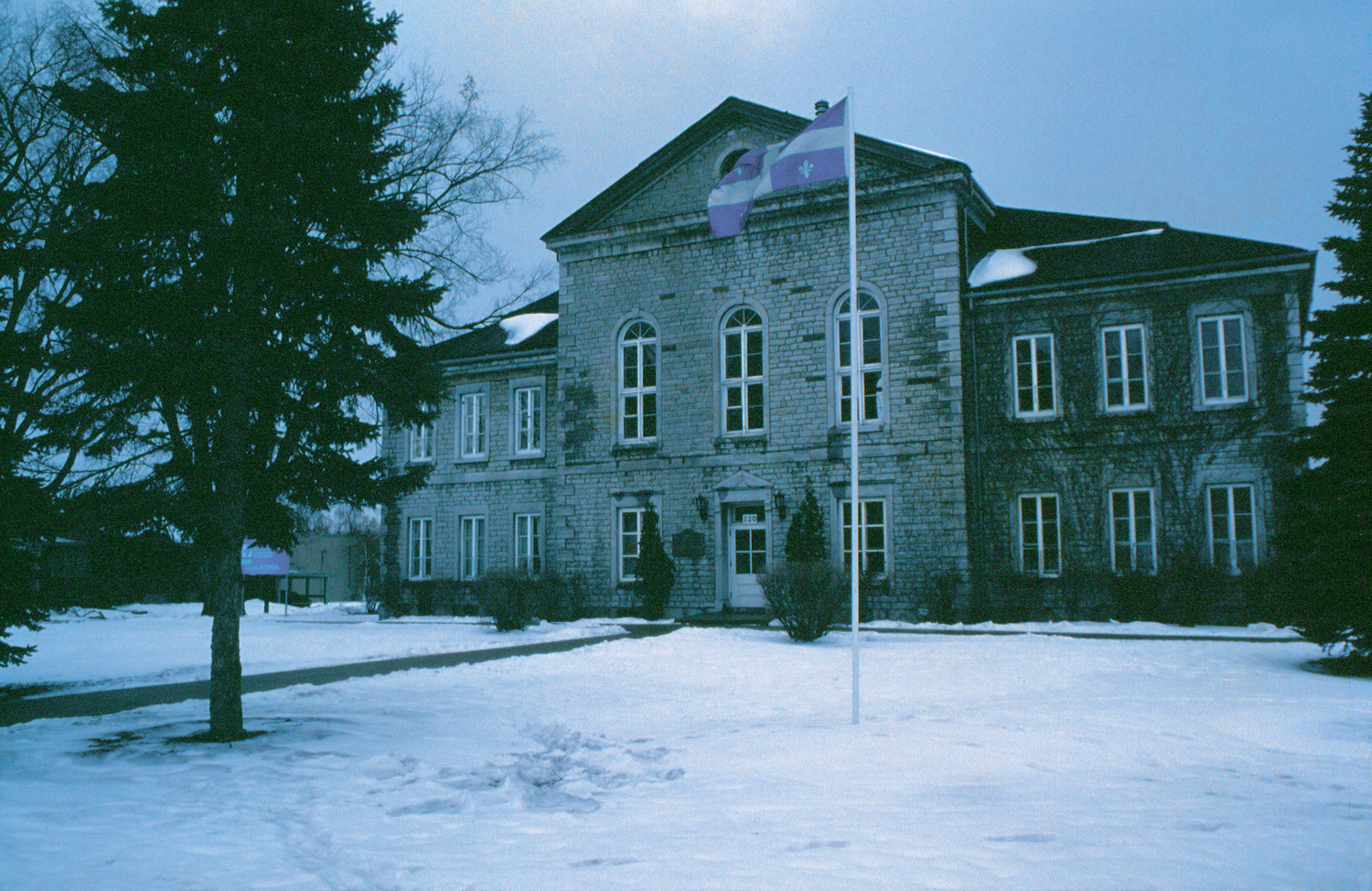
L'ancien Palais de justice de Gatineau.

À venir.

## Liste des bâtonniers de l'Outaouais
Le bâtonnier de l'Outaouais, ou la bâtonnière de l'Outaouais, est élu au suffrage universel par l'ensemble des membres du Barreau de l'Outaouais et son mandat est d'une seule année, renouvelable sous certaines conditions,.
Gras → indique un bâtonnier du Québec.
- J.R. Flemming (1889-1891)
- Alfred Rochon (1891-1892)
- J.R. Flemming (1892-1893)
- Alfred Rochon (1893-1896)
- Louis Napoléon Champagne (1896-1899)
- A. Xavier Talbot (1899-1901)
- J. M. McDougall (1901-1903)
- T. P. Foran (1903-1907)
- D. R. Barry (1907-1909)
- F. A. Beaudry (1909-1910)
- Charles J. Brooke (1910-1912)
- Hyacinthe-Adélard Fortier (1912-1916)
- N. A. Belcourt (1916-1917)
- E. B. Devlin (1917-1920)
- Arthur Desjardins (1920-1923)
- Wilfrid Ste-Marie (1923-1926)
- George C. Wright (1926-1927)
- Louis Cousineau (1927-1929)
- A. Lemieux (1929-1931)
- J. C. Langlois (1931-1933)
- Aldéric Parent (1933-1935)
- J. Noël Beauchamp (1935-1937)
- Alphonse Fournier (1937-1939)
- Alexandre Taché (1939-1941)
- Tancrède Éthier (1941-1943)
- John A. Aylen (1943-1945)
- François Caron (1945-1946)
- Redmond Quain (1946-1949)
- Paul Ste-Marie (1949-1951)
- Jacques Bertrand (1951-1953)
- Philip Foran (1953-1955)
- J. Harold Maloney (1955-1957)
- Rodrigue Bédard (1957-1958)
- James A. Millar (1958-1959)
- Joseph Ste-Marie (1959-1960)
- Jacques Bédard (1960-1961)
- Paul Raymond (1961-1962)
- Rodrigue Farley (1962-1963)
- Miller Wallace (1963-1964)
- W. F. Hadley (1964-1965)
- Roy Fournier (1965-1966)
- Lionel Mougeot (1966-1967)
- Marcel Bourget (1967-1968)
- Paul Martineau (1968-1969)
- Louis Lesage (1969-1970)
- Jacques Béland (1970-1971)
- Maurice Chevalier (1971-1972)
- Clément N. Beauchamp (1972-1973)
- Pierre Joanisse (1973-1974)
- Michel Beaudry (1974-1975)
- Jacques Sauvé (1975-1976)
- Viateur Bergeron (1976-1977)
- Jean-Claude Sarrazin (1977-1979)
- Paul Bertrand (1979-1980)
- Richard Ouellette (1980-1981)
- Michel Pharand (1981-1982)
- Michel Ste-Marie (1982-1983)
- Claire Chevrier-Beauregard (1983-1984)
- Wayne Lora (1984-1985)
- Gérard Brouillette (1985-1986)
- Martin Bédard (1986-1988)
- François Hamon (1988-1990)
- Luc Legault (1990-1991)
- Yves Allie (1991-1993)
- Francine Pharand (1993-1994)
- Raymond Bélec (1994-1995)
- Rosemarie Millar (1995-1996)
- Jean-Carol Boucher (1996-1997)
- Charles Belleau (1997-1998)
- Pierre Dallaire (1998-2000)
- Gene Assad (2000-2001)
- Michel Isabelle (2001-2002)
- Serge Laurin (2002-2003)
- Jocelyne Méthot (2003-2004)
- Gérard Desjardins (2004-2005)
- Jean-François Bonin (2005-2006)
- Miville Tremblay (2006-2007)
- Suzanne Tessier & Miville Tremblay (2007-2008)
- Gratien Fournier (2008-2009)
- Lucie Lalonde (2009-2010)
- André J. Roy (2010-2011)
- Patsy Bouthillette (2011-2012)
- Pierre Thibault (2012-2013)
- Darquise Jolicoeur (2013-2014)
- Luc Gagné (2014-2015)
- Normand Auclair (2015-2016)
- Joanne Cousineau (2016-2018)
- Chantal Donaldson (2018-2019)
- Nadine Dupuis (2019-2020)
- Caroline Montpetit (2020-2021)
- Jean Lazure (2021-2022)

## Liste des municipalités dans les districts judiciaires

### District judiciaire de Gatineau
- Boileau
- Bowman
- Cantley
- Chelsea
- Chénéville
- Denholm
- Duhamel
- Fassett
- Gatineau
- Gracefield
- Kazabazua
- L'Ange-Gardien
- La Pêche
- Lac-des-Plages
- Lac-Sainte-Marie
- Lac-Simon
- Lochaber
- Lochaber-Partie-Ouest
- Low
- Mayo
- Montebello
- Montpellier
- Mulgrave-et-Derry
- Namur
- Notre-Dame-de-Bonsecours
- Notre-Dame-de-la-Paix
- Notre-Dame-de-la-Salette
- Papineauville
- Plaisance
- Ripon
- Saint-André-Avellin
- Saint-Émile-de-Suffolk
- Saint-Sixte
- Thurso
- Val-des-Bois
- Val-des-Monts

### District judiciaire de Hull
- Alleyn-et-Cawood
- Bristol
- Bryson
- Campbell's Bay
- Cayamant
- Chichester
- Clarendon
- Fort-Coulonge
- L'Île-du-Grand-Calumet
- L'Isle-aux-Allumettes
- Lac-Rapide
- Litchfield
- Mansfield-et-Pontefract
- Otter Lake
- Pontiac
- Portage-du-Fort
- Rapides-des-Joachims
- Shawville
- Sheenboro
- Thorne
- Waltham

#### Droit
- Avocat, Juriste
- Droit au Québec, Droit civil
- Histoire du droit au Québec
- XIXe siècle en droit au Québec, XXe siècle en droit au Québec, XXIe siècle en droit au Québec
- Système judiciaire du Québec, Loi du Québec
- Barreau du Québec, Bâtonnier du Québec
- Districts judiciaires du Québec
- Code civil du Bas-Canada, Code criminel du Canada